# تحليل مني
تحليل المني أو تحليل السائل المنوي (بالإنجليزية: Semen analysis)‏ هو دراسة وتقدير بعض الخصائص للمني وعدد الحيوانات المنوية فيه. وهو يعمل لسببين، إما للتأكد من حالة العقم لدى الزوج أو للتأكد من نجاح عملية الربط لدى الرجل.
وهو إجراء يساعد في تقييم تشكل واضطرابات النطاف، سلوكية الطرق الناقلة للنطاف، وجود التهاب أو اضطراب في وظائف الجهاز التناسلي الذكري والتوجه إلى سبب نقص الخصوبة والعقم.

## الأسباب المستدعية لإجرائه
•يجرى هذا الفحص عند:
1. كل خاطب مقدم على الزواج.
2. كل زوج مضى على زواجه أكثر من سنة دون حصول إنجاب.
3. التأكد من فعالية عملية قطع القناة الدافقة.
4. الشك بوجود التهاب أو انتان في الجهاز التناسلي الذكري .

## شروط جمع العينة
1. يجب الامتناع عن إنزال المني لمدة 3 أيام ( لضمان دقة التعداد )على الأقل قبل إجراء الفحص وألا تتجاوز الأسبوع ( لتجنب وجود الاشكال الكهلة والميتة وسيئة الحركة )
2. توضع العينة في وعاء بلاستيكي جاف ونظيف أو ضمن واقي ذكري خاص يعرف بالواقي الذكري الجامع (collecting condom) لا تحوي مواد قاتلة للنطاف.
3. لا تقبل العينة المأخوذة بعد الجماع حتى لا تتلوث العينة بمفرزات المهبل .
4. تنبيه المريض إلى ضرورة جمع العينة كاملة، دون استخدام مواد مزلقة (lubricants) .
5. يجب تسليم العينة للمختبر خلال مدة أقصاها نصف ساعة مع إبقائها بدرجة تقارب ال 37 ºċ.

في حال طلب ;زرع جرثومي للسائل المنوي عندها يجب مراعاة الشروط التالية :
- وضع العينة في وعاء عقيم.
- الامتناع عن تناول المضادات الحيوية لمدة 3 – 5 أيام قبل الاختبار.
- تنظيف منطقة الصماخ الظاهر بالماء والصابون ثم تجفيف المنطقة قبل أخذ العينة.
- ألّا تتجاوز المدة الفاصلة بين جمع العينة والزرع مدة 3 ساعات .

## كيفية التحليل
يقسم فحص السائل المنوي إلى :
- فحص عياني
- فحص مجهري
- فحوص كيميائية
- فحوص مناعية

ملاحظة : يتم استلام العينة مباشرة ووضعها بالحاضنة بدرجة 37 º لمدة نصف ساعة . ويتم تسجيل وقت القذف وليس وقت استلام العينة ..

### الفحص العياني
نقوم بدراسة الأمور التالية:
1. التمييع (liquefaction)
2. المظهر والعكارة (appearance & turbidity)
3. اللون (color)
4. الحجم (volume)
5. اللزوجة (viscosity).

#### التمييع
عند خروج السائل مباشرة بعد القذف يكون مميعا لكن بسرعة تبدأ فعالية البروتين كيناز المفرز من الحويصلان المنويان الذي يسبب تخثره (coagulate) على شكل كتل هلامية وإن الإنزيم الحال للبروتين (proteolytic) المفرز من البروستات هو الذي يميعه خلال 20 -25 دقيقة .
فائدة التميع هو جعل النطاف غير المتحركة تكتسب حركة في الوسط السائل.
نراقب تميع العينة من لحظة القذف حتى 60 دقيقة .
إذا لم يحدث تميع خلال أول نصف ساعة من الحضن عندها نحضنه لمدة نصف ساعة أخرى وإذا لم يحدث تميع أيضا بعد مرور ساعة يمكن اللجوء إلى إضافة مواد مميعة حالة للبروتين مثل مادة البروميلين .
زيادة وقت التميع عن 60 دقيقة أمر غير طبيعي وقد يدل على اضطراب في وظيفة البروستات .

#### المظهر والعكارة
السائل المنوي الطبيعي أبيض حليبي عكر إلى رمادي وقد يأخذ اللون الأصفر (نتيجة وجود الفلافين ).
- الرائق جداً منه قد يدل على نقص شديد في عدد النطاف.
- يأخذ اللون الأحمر في حال وجود نزف تناسلي حديث.
- يأخذ اللون البني في حال وجود نزف تناسلي قديم.
- وقد يتغير اللون لسبب دوائي أو تناول الفيتامينات وقد يصبح زائد الاصفرار في حالة اليرقان.

#### الحجم
تبلغ كمية السائل المنوي الطبيعية من (2 – 5)مل ويقاس عادة باستخدام الممص الحجمي أو باستخدام وعاء زجاجي مدرج بتدريجات 0.1 مل ويجب أن يتم القياس بدقة لأنه يدخل ضمن حساب تركيز وعدد النطاف .
ويجب ألّا تقل الكمية عن 0.5 مل .
إن نقص الحجم قد يدل على :
1. انسداد القناة الدافقة (بالإنجليزية: Ejaculatory Duct Obstruction)‏.
2. غياب الأسهر الخلقي ثنائي الجانب.
3. حالة الدفق الراجع الجزئي (بالإنجليزية: Partial Retrograde Ejaculation)‏.
4. خسارة قسم من الدفق نتيجة خطأ من المريض نفسه في إنزال المني.

ملاحظة: الكميات الكبيرة والرائقة من السائل قد تدل على نقص شديد في عدد النطاف.

#### اللزوجة
المني الطبيعي لزج بشدة ويلاحظ ذلك عند القيام بقياس الحجم .
تقييم اللزوجة يتم بإحدى الطريقتين :
الأولىنستخدم مِمَص (بالإنجليزية: Pippete)‏ ذو فوهة بقطر واسع حوالي 5 ملم ونسحب قسم من السائل بواسطة الممص ثم ندع هذا السائل يهبط بتأثير الجاذبية الأرضية فاذا تشكل خيط طوله> 2سم هذا يعني لزوجة زائدة.
الثانيةنستخدم قضيب زجاجي نغمس رأسه في السائل ثم نرفعه للأعلى فإذا تشكل خيط لزج> 2سم فان اللزوجة زائدة.
- يتم التقييم بدرجات من الصفر ( مائي ) إلى 4 ( يشبه الهلام ) .

إن زيادة اللزوجة تعيق حركة النطاف . وقد يكون هذا أحد اسباب العقم.
,في حال اللزوجة الشديدة يضاف وقاء (buffer) خاص لتسهيل متابعة الفحص مع الانتباه إلى إدخالها ضمن الحسابات لكونها مادة ممدة .

#### قياس الحموضة
إنّ درجة الحموضة (أس هيدروجيني) الطبيعي للسائل ( 7.2 – 8 ) ويتم قياسه باستخدام الأشرطة (strips ) .
تقرأ درجة الحموضة بعد التميع مباشرة ويفضل خلال مدة نصف ساعة إلى ساعة ويجب عدم التأخر في ذلك لأن درجة الحموضة للسائل تزداد تدريجياً مع مرور الوقت نتيجة لخسارة المواد الدارئة الموجودة فيه.
- إذا كان أقل من 6.5 فان النطاف تموت .
- إذا كان حامضي ( <7 ) فهذا يدل على اضطراب في الحويصلين المنويين، زيادة إفرازات البروستات .
- إذا كان قلوي (> 8.5 ) فهذا يدل على التهاب .

### الفحص الرطب
وذلك بأخذ 10 µ من السائل على شريحة وتغطيتها بساترة وفحصها تحت المجهر ونقيّم:
1. الحركة motility .
2. التراص agglutination .

#### الحركة
تتم على ثلاثة مراحل :
- المرحلة الأولى : تتم بعد التمييع مباشرة وبعد مزج العينة بشكل جيد وذلك بوضع نقطة من السائل المنوي

على سلايد زجاجي والفحص بالتكبير x40 مع مراعاة ان تكون النقطة صغيرة حتى لا تتشابك النطاف
مع بعضها ويصبح تمييزها عن بعضها أمرا صعبا ( يفضل ان تكون10 ıµ ).
نقوم بفحص عدة ساحات مجهرية ونقوم بعد 200 نطفة على الأقل وتقدير نسبة النطاف المتحركة إلى غير المتحركة وتكون النسبة المقبولة هي فوق 70% .
ملاحظة: يفضل تدفئة السلايد الزجاجي المستخدم في الفحص وخصوصا في الشتاء لأن البرودة تعيق
حركية النطاف مما يوهم الفاحص بضعف حركة النطاف .
- المرحلة 2: تتم بعد ساعة كاملة من التميع، النسبة المقبولة للحركة النشيطة هي أكثر من 60% .
- المرحلة 3: تتم بعد ساعتين من التمييع وهي الزمن اللازم لوصول النطفة إلى نفير فالوب وإلقاح البيضة

النسبة المقبولة للحركة النشيطة هي أكثر من 50% .
تقييم الحركة ب 4 درجات
- الدرجة 1 : نطاف غير متحركة .
- الدرجة 2 : نطاف متحركة فقط بالذيل ( حركة غير متقدمة ).
- الدرجة 3 : نطاف متحركة للأمام بشكل منحني .
- الدرجة 4 : نطاف متحركة للامام بشكل مستقيم .

ـ بالنسبة للدرجة يجب أن يكون 50 % من النظاف من الدرجة 3 و 25 % على الأقل من الدرجة 4 .

#### التراص
إن وجود تراص ( تجمع ) لنطاف غير متحركة مع بعضها البعض أو مع خلايا ظهارية غير مهم، لكن وجود نطاف متحركة متراصة أمر يجب ذكره بالتقرير . حيث أنه قد يدل على وجود أضداد للنطاف في السائل المنوي التي تسبب نقصا في الخصوبة ( يتم التأكد بفحوص مناعية خاصة ).
قد يكون التراص : رأس – رأس، عنق –عنق، ذيل –ذيل ... أو مختلط.
ـ ويتم تقييم التراص بالدرجات :
- الدرجة 1 : أقل من 10 نطفة متراصة بالساحة، مع وجود نطاف حرة.
- الدرجة 2 : بين 10-50 نطفة متراصة بالساحة، مع وجود نطاف حرة.
- الدرجة 3 : أكثر من 50 نطفة متراصة بالساحة، مع وجود نطاف حرة.
- الدرجة 4 : كل النطاف متراصة ولا يوجد نطاف حرة .